# 飛常政經
飛常政經（Allen Lee Show）是一個由香港有線新聞有限公司製作的人物清談節目，於香港有線電視財經資訊台播放，由港區全國人大代表李鵬飛主持。節目於逢星期六晚上七時半播映。節目始創於2000年，是香港電視台一個長壽的人物專訪節目，因此廣受好評。
節目中，李鵬飛會邀請香港高官名人、社會各界舉足輕重的人物作嘉賓，與李鵬飛討論時事及熱門話題。曾作節目嘉賓的包括人大常委曾憲梓、匯賢智庫主席葉劉淑儀、自由黨主席田北俊、夏佳理、張文光等200多人。
節目已播出超過300集，為此，有線電視特別製作特備節目《飛常300》紀念。
2009年，推出《飛常政經之前高官系列》，由李鵬飛訪問多位香港前高官，傾談退休後的生活和看法。

## 播映時間

### 首播
逢星期六晚上7時30分

### 重播
星期日00:00、04:30、06:00、08:30；星期一02:30

## 外部連結
- 飛常政經官方網站 （页面存档备份，存于）